# Scopula alba
Scopula alba là một loài bướm đêm trong họ Geometridae.